# Visvaldis Ignatāns
Visvaldis Ignatāns (Daugavpils, 3 agosto 1991) è un ex calciatore lettone, di ruolo difensore o centrocampista.

## Carriera

### Club
Ha giocato nella massima serie del campionato lettone, soprattutto con il Ventspils, squadra con cui ha vinto cinque campionati e tre coppe nazionali.

### Nazionale
Ha esordito in nazionale il 29 maggio 2014 nell'amichevole contro l'Estonia, entrando nei minuti finali al posto di Andrejs Kovaļovs.

## Statistiche

### Cronologia presenze e reti in nazionale
| Cronologia completa delle presenze e delle reti in nazionale ― Lettonia | Cronologia completa delle presenze e delle reti in nazionale ― Lettonia | Cronologia completa delle presenze e delle reti in nazionale ― Lettonia | Cronologia completa delle presenze e delle reti in nazionale ― Lettonia | Cronologia completa delle presenze e delle reti in nazionale ― Lettonia | Cronologia completa delle presenze e delle reti in nazionale ― Lettonia | Cronologia completa delle presenze e delle reti in nazionale ― Lettonia | Cronologia completa delle presenze e delle reti in nazionale ― Lettonia |
| Data                                                                    | Città                                                                   | In casa                                                                 | Risultato                                                               | Ospiti                                                                  | Competizione                                                            | Reti                                                                    | Note                                                                    |
| ----------------------------------------------------------------------- | ----------------------------------------------------------------------- | ----------------------------------------------------------------------- | ----------------------------------------------------------------------- | ----------------------------------------------------------------------- | ----------------------------------------------------------------------- | ----------------------------------------------------------------------- | ----------------------------------------------------------------------- |
| 29-5-2014                                                               | Liepaja                                                                 | Lettonia                                                                | 0 – 0                                                                   | Estonia                                                                 | Amichevole                                                              | -                                                                       | 78’                                                                     |
| Totale                                                                  |                                                                         | Presenze                                                                | 1                                                                       |                                                                         | Reti                                                                    | 0                                                                       |                                                                         |

## Palmarès

### Club

#### Competizioni nazionali
- Coppa di Lettonia: 3

Ventspils: 2007, 2010-2011, 2012-2013
- Campionato lettone: 5

Ventspils: 2007, 2008, 2011, 2013, 2014